# Saskatoon—Clark's Crossing
Pour les articles homonymes, voir Saskatoon (homonymie).
Saskatoon—Clark's Crossing fut une circonscription électorale fédérale de la Saskatchewan, représentée de 1988 à 1997.
La circonscription de Saskatoon—Clark's Crossing a été créée en 1987 d'une partie de Saskatoon-Ouest. 
Le seul député ayant représenté cette circonscription fut le néo-démocrate Chris Axworthy.
Abolie en 1996, elle fut redistribuée parmi Saskatoon—Rosetown et Wanuskewin.